# 駒形

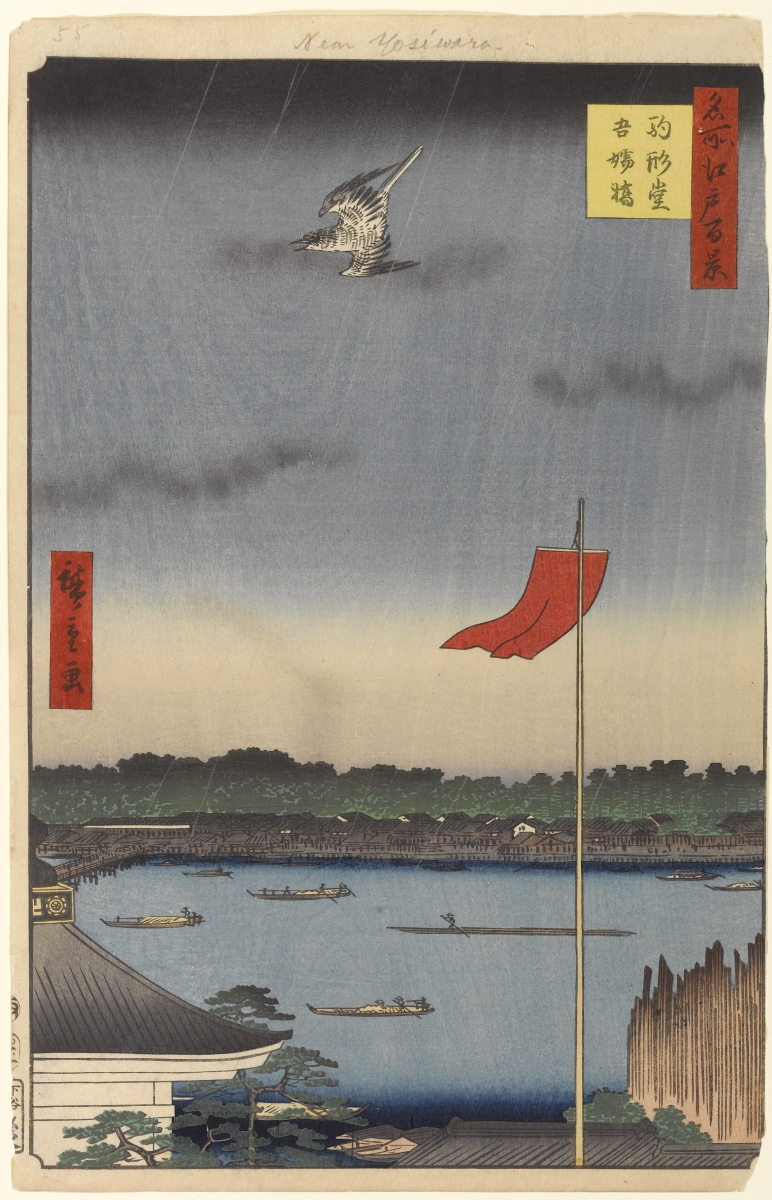
歌川廣重名所江戶百景「駒形堂吾嬬橋」

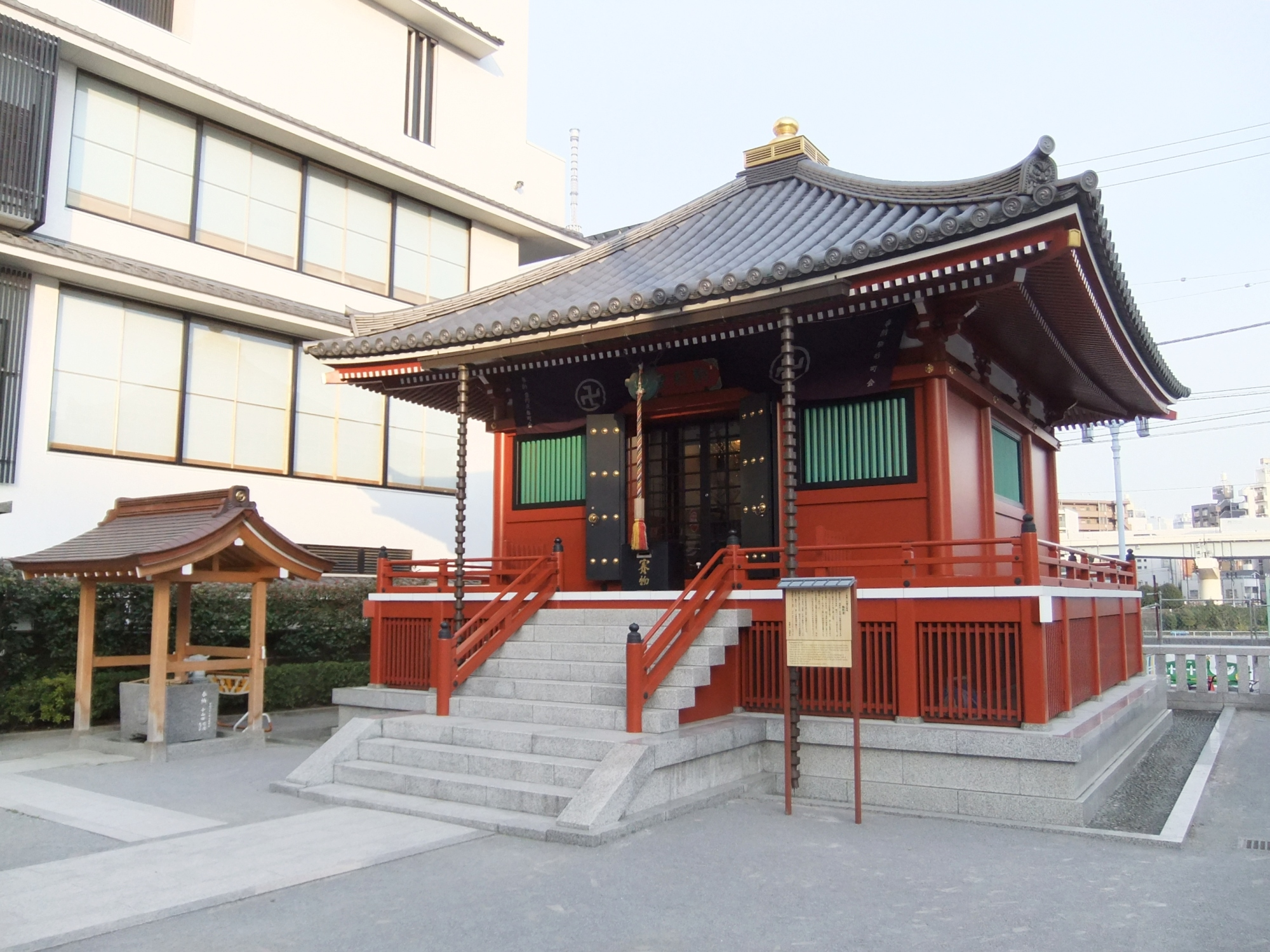
駒形堂

駒形（日语：／ Komagata */?）是東京都台東區的町名，分駒形一丁目與駒形二丁目。郵遞區號為111-0043。面積0.11平方公里。2013年8月1日為止的人口有2,227人。

## 地理
位於東京都台東區東部，鄰墨田區（東駒形），下分一丁目與二丁目，道路旁多商店與辦公大樓，也有部分住宅地。附近的隅田川上有駒形橋與廄橋。

## 歷史

### 地名由來
駒形（こまかた）來自於淺草寺所屬的駒形堂。駒形堂在天慶5年（942年）由平公雅建來祭祀圓仁所作的馬頭觀音，最早是位在淺草寺的總門（關東大地震後移往現址）。古時為交通要地，曾有駒形渡船。

### 町域變遷
駒形堂在關東大地震以前是在現在的駒形橋南側，江戶時代周邊稱為駒形町，約是現在的駒形二丁目六～七番地與駒形一丁目七番地一部分。明治以後，駒形町與近隣的諏訪町、黑船町等合併，並一度與近鄰的壽町合併，昭和9年（1934年）成立駒形一～二丁目。昭和39年（1964年）實施住居表示制度，重新編成丁目。

## 設施
機關
- 淺草消防署

企業
- ANDES食品株式會社 本社

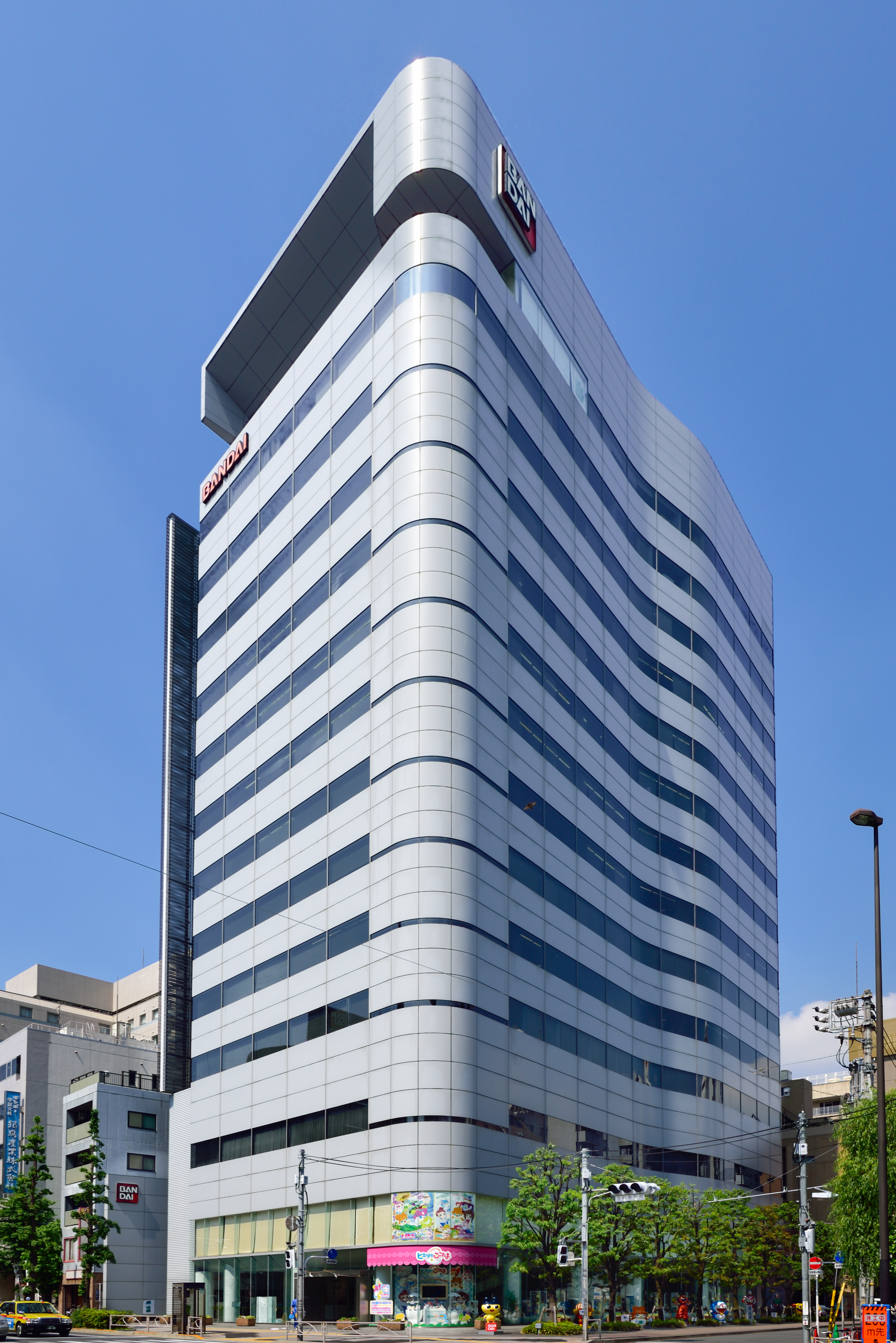
萬代本社

- ACE 東京本社 - 附設包的博物館「世界包館」。
- EPOCH社 本社
- 社團法人日本玩具協會 - 位於東駒形。
- HAPPINET CORPORATION 本社
- 萬代 本社

觀光
- 世界包館

飲食店
- 駒形泥鰍鍋

## 交通

### 鐵路
- 都營地下鐵淺草線 ○淺草站
- 東京地下鐵銀座線 ○淺草站 - 設有出入口。（所在地：淺草）
- 都営地下鐵大江戶線 ○藏前站 - 設有出入口。（所在地：壽）

### 巴士
- ■めぐりん（台東區循環巴士） 東西めぐりん

### 道路
- 國道6號（江戶通）
- 東京都道453號本鄉龜戶線（春日通）

## 附表
| 町名       | 人口（人） | 戶數（戶） | 面積（km2） | 人口密度（人/km2） |
| ---------- | ---------- | ---------- | ----------- | ------------------ |
| 駒形一丁目 | 1,385      | 877        | 0.04        | 34625              |
| 駒形二丁目 | 842        | 527        | 0.07        | 12028.57           |
| 計         | 2,227      | 1,347      | 0.11        | 20245.45           |

## 備註
1. 1 2  台東區役所総務課調査統計係"第3表 町丁目別年齢（各歳），男女別人口，面積及び人口密度，平均年齢[永久]"
2. 1 2 3  住民基本台帳による町丁名別世帯人口数 平成２５年８月１日現在[]

## 外部連結
- 台東區官方網站